# Tipula (Trichotipula) stonei
Tipula (Trichotipula) stonei is een tweevleugelige uit de familie langpootmuggen (Tipulidae). De soort komt voor in het Nearctisch gebied.